# 西蒙·艾略特
西蒙·约翰·艾略特（Simon John Elliott，1974年6月10日—），新西兰足球运动员，现效力于美国足球大联盟圣何塞地震，场上位置中后卫。
艾略特大学就读于美国斯坦福大学，1999年加盟洛杉矶银河，开始职业生涯，次年获得美国职业大联盟最有价值球员称号。2004年，他被交易去了哥伦布水手。2006年以自由球员身份同英超富勒姆足球俱乐部签约。但在2007年因为严重受伤而错过了整个赛季。
2008年，艾略特重返大联盟，加盟圣何塞地震队至今。